# Archibald Montgomerie (18e comte d'Eglinton)
Pour les articles homonymes, voir Archibald Montgomerie.
Archibald George Montgomerie, 18e comte d'Eglinton et 6e comte de Winton (27 août 1939 - 14 juin 2018), titré Lord Montgomerie jusqu'en 1966, est le fils d'Archibald Montgomerie (17e comte d'Eglinton), et d'Ursula Joan Watson.

## Carrière
Lord Eglinton fait ses études au Collège d'Eton et poursuit sa carrière dans la City de Londres en tant que membre de la Bourse de Londres. Il est associé du cabinet Grieveson Grant & Company 1957-1972; directeur général de Gerrard Holdings 1972-1992; président de Gerrard Vivian Gray Ltd 1992-1994; et président d'Edinburgh Investment Trust plc en 1994.

## Mariage et descendance
Il épouse Marion Carolina Dunn-Yarker, fille de John Henry Dunn-Yarker et Elizabeth Adrienne Pinching, le 7 février 1964. Ils ont quatre fils :
- Hugh Archibald William Montgomerie, 19e comte d'Eglinton (né le 24 juillet 1966) ; marié deux fois et a un fils ;
- William John Montgomerie (né le 4 octobre 1968) ; marié avec descendance ;
- James David Montgomerie (né en 1972); marié avec descendance ;
- Robert Seton Montgomerie (né en 1975).

La comtesse est patronne du bal royal calédonien. Le siège de la famille est à Balhomie House, près de Cargill, dans le Perthshire.

## Franc-maçonnerie
Il est initié à la franc-maçonnerie dans la Loge Mother Kilwinning n°0, sous la Grande Loge d’Écosse. Il rejoint ensuite United Lodge of Prudence No.83 sous la Grande Loge unie d'Angleterre, et est nommé Senior Grand Warden en 1971, et Assistant Grand Master de 1989 à 1995 .